# Peter Ernst Möller
Peter Ernst Möller (* 14. November 1869 in Leipzig; † 10. Mai 1922 in Leipzig-Schönefeld) war ein deutscher Politiker (SPD).

## Leben und Wirken
Möller war von 1904 bis 1922 als Konsum-Lagerhalter, zuletzt als Filialleiter des Konsumvereins Leipzig-Plagwitz in Leipzig-Schönefeld tätig.
Nach dem Tod des Landtagsabgeordneten Johannes Dürr wurde Möller im April 1911 im 23. ländlichen Wahlkreis in die II. Kammer des Sächsischen Landtags gewählt. Dieser gehörte er bis zur Auflösung der konstitutionellen Monarchie im Königreich Sachsen im November 1918 an.
In der Weimarer Republik gehörte Möller der Sächsischen Volkskammer und dem Sächsischen Landtag in der 1. Legislaturperiode an. Dabei fungierte er als Geschäftsführer der SPD-Fraktion. Am 1. Februar 1922 legte er sein Mandat aus gesundheitlichen Gründen nieder.